# Tamako Love Story
Tamako Love Story (たまこラブストーリー Tamako rabu sutōrī?, lit. Historia de amor de Tamako) es una película de anime del estudio de Kyōto Animation, dirigida por Naoko Yamada y estrenada en cines japoneses en el año 2014. La película es una continuación de la serie de animada Tamako Market del año anterior.

## Trama
La película Tamako Love Story es una secuela la serie de anime de 2013 Tamako Market . Mientras tanto, Dera ha viajado de regreso a su tierra natal con Choi y el príncipe.  Ha pasado mucho tiempo desde entonces y Tamako Kitashirakawa, enérgica pero desprevenida, está a punto de graduarse de la escuela secundaria. Sin embargo, sólo tiene una preocupación: ofrecer una actuación extraordinariamente buena con la batuta en el Festival de Marcha de Usagiyama.
Pero pronto Tamako se ve afectada por otros problemas. Porque mientras sus amigos de la escuela tienen grandes planes para su futuro personal, Tamako juega con la idea de trabajar en la tienda de mochi de sus padres después de terminar la escuela.
Mochizō también tiene grandes planes para el futuro, ya que luego quiere estudiar en una universidad en Tokio, lo que significa que tiene que mudarse a la ciudad y dejar atrás a sus amigos y familiares, pero también a su primer gran amor Tamako. Sin embargo, es demasiado tímido para admitir sus sentimientos hacia ella, cosa de la que la misma Tamako no tiene ni idea. El tiempo pasa y Mochizō tiene que superar su timidez para confesar su amor a Tamako antes de que sea demasiado tarde.

## Producción
En septiembre de 2013 se anunció que se estaba ejecutando un nuevo proyecto para la franquicia Tamako Market.  En diciembre del mismo año se anunció que Naoko Yamada, quien ya dirigía la serie de anime, también dirigiría el largometraje. El guion fue escrito por Reiko Yoshida. Los actores de doblaje de los cinco personajes principales de la serie de anime también trabajaron en la película.
Como en la serie de anime anterior, la música fue escrita por Tomoko Kataoka. La canción en los créditos iniciales se llama  (恋の歌 Koi no Uta?) y fue interpretado por Keiji Fujiwara bajo su papel de orador como Mamedai Kitashirakawa. Los créditos son una versión modificada de la misma canción, esta vez cantada por Aya Suzaki . La canción principal oficial se llama Principle y también fue interpretada por Suzaki.

## Elenco de actores de voz
| Personaje             | Actores en japonés ( seiyū ) |
| --------------------- | ---------------------------- |
| Tamako Kitashirakawa  | Aya Suzaki                   |
| Mochizō Ōji           | Atsushi Tamaru               |
| Midori Tokiwa         | Yuki Kaneko                  |
| Kanna Makino          | Yuri Nagatsuma               |
| Shiori Asagiri        | Yurie Yamashita              |
| Choi Mochimazzi       | Yuri Yamaoka                 |
| Dera Mochimazzi       | Takumi Yanazaki              |
| Anko Kitashirakawa    | Rina Hidaka                  |
| Fuku Kitashirakawa    | Tomomichi Nishimura          |
| Hinako Kitashirakawa  | Yōko Hikasa                  |
| Mari Uotani           | Yōko Hikasa                  |
| Mamedai Kitashirakawa | Keiji Fujiwara               |
| Mecha Mochimazzi      | Hiro Shimono                 |
| Gohei Ōji             | Fumihiko Tachiki             |
| Mochiko Ōji           | Satsuki Yukino               |
| Kaoru Hanase          | Daisuke Ono                  |
| Inuyama               | Daiki Yamashita              |
| Fumiku Mitsumura      | Kumiko Watanabe              |
| Momotaru              | Naoya Nosaka                 |
| Tomio Shimizu         | Yoshihisa Kawahara           |
| Nobuhiko Tokiwa       | Hiroshi Yanaka               |
| Takashi Uotani        | Ken Narita                   |
| Kunio Yaobi           | Kōji Tsujitani               |
| Sayuri Yumoto         | Junko Iwao                   |
| Choji Yumoto          | Kyōsei Tsukui                |

## Estreno

### Cine
La película se estrenó el 26 de abril de 2014 en los cines japoneses.  Ese mismo año, la película se estrenó en Corea del Sur, Indonesia y Sudáfrica.  La película fue proyectada en Londres el 30 de julio de 2016 por la Fundación Japón.

### Video doméstico
Sentai Entertainment adquirió los derechos para publicar la película para el mercado de América del Norte . Lanzó Tamako Love Story en DVD y Blu-ray Disc en los Estados Unidos y Canadá el 5 de septiembre de 2017.

## Recepción

### Comercial
El fin de semana de estreno, la película recaudó 30 millones de yenes, el equivalente a unos 220.000 dólares estadounidenses, y la película se proyectó en solo 24 salas.  A finales de 2014, Kyōto Animation recaudó aproximadamente 125 millones de yenes. 

### Premios y nominaciones
| año  | Premio           | Categoría                                 | Trabajo                                  | Resultado | Ref.   |
| ---- | ---------------- | ----------------------------------------- | ---------------------------------------- | --------- | ------ |
| 2014 | Media Arts Award | New Face Award (Premio de recién llegado) | Naoko Yamada                             | Ganadora  | [ 13 ] |
| 2015 | Premios Seiyū    | Mejor actriz novata                       | Aya Suzaki (Papel: Tamako Kitashirakawa) | Ganadora  | [ 14 ] |